# 권동철
권동철(權東哲, 1916년 1월 1일 ~ 2006년 11월 24일)은 대한민국의 국회의원이다.

## 학력
- 일본 동지사대학 문학부 신학과 졸업

## 경력

### 국회의원이외의 경력
- 백아도 학원장(사립)
- 미군정청 인사행정처 근무
- 경북 인사처 보임과장
- 청송군수, 의성군수, 달성군수
- 경상북도 농도원장
- 삼성중학교장
- 학교법인 삼성학원 이사장
- 대한민국 헌정회 운영위원

### 국회의원 경력
- 대한민국의 제5대 참의원 : 무소속(경상북도 제2부)